# El Carmen (pedanía)
El Carmen es una pedanía española perteneciente al municipio de Casas de Benítez, en la provincia de Cuenca, dentro de la comunidad autónoma de Castilla-La Mancha.

## Demografía
En 2015 contaba con 9 habitantes según los datos oficiales del INE.

## Geografía
Por ella pasa el trasvase Tajo-Segura y cerca se encuentra el río Júcar.

## Lugares de interés
En esta pedanía está situada la cueva de doña Catalina de Cardona y junto a ésta los restos del monasterio de Nuestra Señora del Socorro, fundado por ella en 1572 y visitado por Santa Teresa de Jesús en febrero de 1580.

## Administración
La alcalde pedáneao, que tiene la llave de la ermita, es  Celestino Martínez hijo dePilar Rubio.
- Datos: Q5821235